# Salisbury (álbum)
Salisbury es el segundo álbum lanzado por la banda británica de hard rock Uriah Heep, en 1971.

## Detalles
Si bien la mayoría de los temas son clasificados como hard rock, también cuenta con varios elementos del heavy metal incipiente de aquella época. Además el álbum cuenta con incursiones en el jazz fusion en "The Park", tema en la que el grupo utiliza la melodía de un antiguo villancico navideño boliviano ¿anónimo? ¿llamado? "Nacimiento", y presenta rock progresivo en la primera incursión de la banda en una composición a gran escala, el ambicioso tema de 16 minutos que da título al disco, con una orquesta de 14 instrumentos, además de la balada "Lady in Black". 
El sonido de hard rock, bastante prominente aquí, sería transferido a su siguiente lanzamiento, el cual es dominado por este género.
A diferencia de su primer álbum, los créditos por composición de la mitad de las canciones son atribuidos a Ken Hensley solo, de manera opuesta a los créditos de Box/Byron en el trabajo anterior.
El LP fue originalmente lanzado por el sello Vertigo, al igual que el debut de la banda, Very 'eavy... Very 'umble, pero ambos fueron pronto relanzados cuando la banda firmó para Bronze Records, para su tercer álbum Look at Yourself.
La conexión entre la portada del álbum y el título es fácilmente explicable: Salisbury Plain, en Wiltshire, Inglaterra, es un área para el entrenamiento de la armada del Reino Unido, en la portada del disco hay un tanque Chieftain.
La versión original de lanzamiento tenía una portada desplegable, en el interior había una fotografía en blanco y negro de un tanque británico de la Primera Guerra Mundial, sobre la cual estaban impresos los comentarios de Ken Hensley sobre cada tema.

## Lista de temas
1. "Bird of Prey" (Box/Byron/Newton) – 4:13
2. "The Park" (Hensley) – 5:41
3. "Time to Live" (Box/Byron/Hensley) – 4:01
4. "Lady in Black" (Hensley) – 4:44
5. "High Priestess" (Hensley) – 3:42
6. "Salisbury" (Byron/Hensley/Box) – 16:20

## Personal
- David Byron – voz
- Ken Hensley – guitarra acústica, voz, piano, órgano, vibráfono
- Mick Box – guitarras rítmica y acústica, voz
- Paul Newton – bajo
- Keith Baker – batería